# Тимашов, Николай Евгеньевич
Николай Евгеньевич Тимашов (род. 3 мая 1994, Магнитогорск) — российский хоккеист, защитник.
Окончил Магнитогорский государственный технический университет имени Г. И. Носова.

## Биография
Является выпускником Магнитогорской хоккейной школы. Заниматься хоккеем Николай начал в 5 лет, в хоккей его привел отец.
После хоккейной школы, в возрасте 17 лет был принят в молодёжную команду «Стальные лисы», за которую провел 169 матчей, в 19 лет впервые дебютировал в Континентальной хоккейной лиге за «магнитогорский Металлург». Затем следующий сезон он играл за «Южный Урал».
В сезоне 2014—2015 годах играл в клубе Всероссийской хоккейной лиги «Ижсталь», где по итогам сезона стал в составе команды «Ижсталь» стал серебряным призёром Всероссийской хоккейной лиги и получил приз "Лучший новичок лиги". Первый полноценный сезон в Континентальной хоккейной лиге Николай провел в составе екатеринбургского «Автомобилиста», за который затем играл четыре сезона.
Следующим клубом в карьере стала новосибирская «Сибирь».
С 2021 по 2023 годы играл в череповецкой «Северстали» в течение двух сезонов.
В 2023 году подписал контракт с хоккейным клубом «Витязь».
В сезоне 2024-2025 играет в ХК "Магнитка" ВХЛ на позиции защитника. 